# 2859 Paganini
A 2859 Paganini (ideiglenes jelöléssel 1978 RW1) a Naprendszer kisbolygóövében található aszteroida. Nyikolaj Sztyepanovics Csernih fedezte fel 1978. szeptember 5-én.